# Têwo
| Tibetische Bezeichnung               |
| ------------------------------------ |
| Tibetische Schrift: ཐེ་བོ་རྫོང་          |
| Wylie-Transliteration: the bo rdzong |
| THDL-Transkription: Thewo            |
| Chinesische Bezeichnung              |
| Traditionell: 迭部縣                 |
| Vereinfacht: 迭部县                  |
| Pinyin:Diébù Xiàn                    |

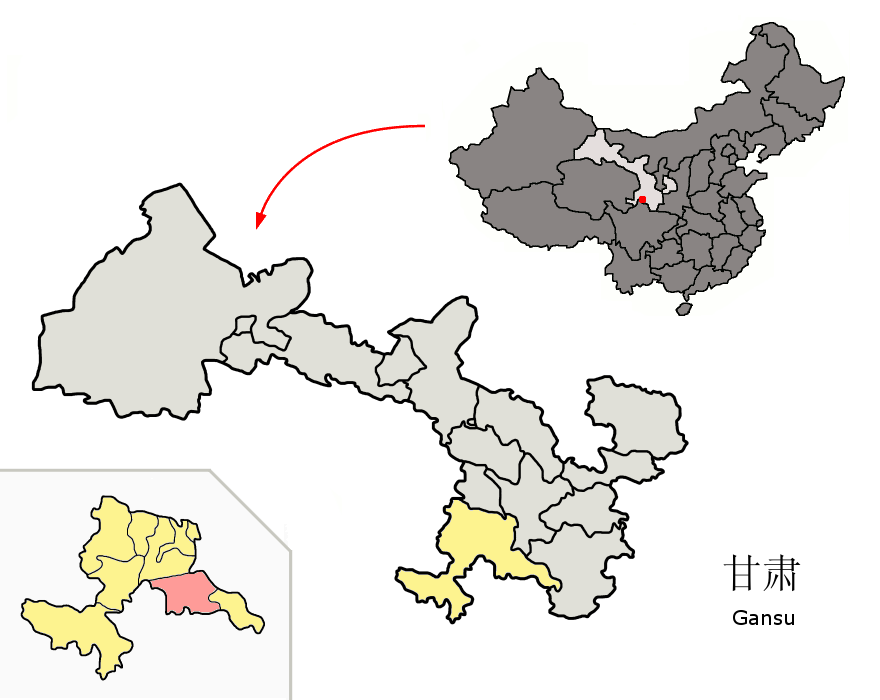
Lage des Kreises Têwo (rosa) in der bezirksfreien Stadt Gannan (gelb)

Têwo ist ein Kreis der Autonomen Bezirks Gannan der Tibeter im Südosten der chinesischen Provinz Gansu. Er hat eine Fläche von 4.736 km² und zählt 54.300 Einwohner (Stand: Ende 2018). Sein Hauptort ist die Großgemeinde Dêngka (电尕镇).
Die Stätte des Treffens des Politbüros der KP Chinas bei Gojê (tib. mgo rje མགོ་རྗེ་; chin. damals Éjiè 俄界, heute Gāojí 高吉) (Ejie huiyi jiuzhi 俄界会议旧址), der sogenannten Ejie-Konferenz im September 1935, steht seit 2006 auf der Liste der Denkmäler der Volksrepublik China (6-1073).

## Administrative Gliederung
Auf Gemeindeebene setzt sich der Kreis aus einer Großgemeinde und zehn Gemeinden zusammen. Diese sind (Pinyin/chin.):
- Großgemeinde Dianga 电尕镇

- Gemeinde Yiwa 益哇乡
- Gemeinde Kaba 卡坝乡
- Gemeinde Dala 达拉乡
- Gemeinde Ni’ao 尼傲乡
- Gemeinde Wancang 旺藏乡
- Gemeinde Axia 阿夏乡
- Gemeinde Duo’er 多儿乡
- Gemeinde Sangba 桑坝乡
- Gemeinde Lazikou 腊子口乡
- Gemeinde Luoda 洛大乡

## Ethnische Gliederung der Bevölkerung (2000)
Beim Zensus im Jahr 2000 hatte Têwo 51.165 Einwohner.
| Name des Volkes | Einwohner | Anteil  |
| --------------- | --------- | ------- |
| Tibeter         | 40.739    | 79,62 % |
| Han             | 9.845     | 19,24 % |
| Hui             | 375       | 0,73 %  |
| Manju           | 54        | 0,11 %  |
| Tujia           | 40        | 0,08 %  |
| Mongolen        | 24        | 0,05 %  |
| Dongxiang       | 19        | 0,04 %  |
| Miao            | 15        | 0,03 %  |
| Qiang           | 13        | 0,03 %  |
| Uiguren         | 12        | 0,02 %  |
| Koreaner        | 9         | 0,02 %  |
| Bai             | 7         | 0,01 %  |
| Tu              | 6         | 0,01 %  |
| Sonstige        | 7         | 0,01 %  |